# The Fleet's In
The Fleet's In é um filme estadunidense de 1942, do gênero musical, dirigido por Victor Schertzinger e estrelado por Dorothy Lamour e William Holden. Esta é a segunda adaptação para o cinema da peça de 1933 Sailor Beware!, de Kenyon Nicholson e Charles Robinson (a primeira foi Lady Be Careful, de 1936). O filme é baseado parcialmente, também, na história homônima escrita em 1928 por Monte Brice e J. Walker Ruben.
A produção marca a estreia de Betty Hutton nas telas, em um hilariante desempenho que a transformou em estrela da noite para o dia.
Jimmy Dorsey e sua orquestra estão no elenco e acompanham os cantores em várias das oito canções compostas para o filme pelo próprio diretor, junto com o letrista Johnny Mercer. Pelo menos duas delas ficaram famosas: Arthur Murray Taught Me Dancing in a Hurry e Build a Better Mousetrap, ambas cantadas por Betty Hutton.
O filme foi completado por Hal Walker, assistente do diretor Schertzinger, que faleceu antes do lançamento. Walker também dirigiu a refilmagem de 1951, que recebeu o título de Sailor Beware, estrelada pela dupla Martin e Lewis.

## Sinopse
Amigos de Casey Kirby, um marinheiro tímido que adquiriu inadvertidamente a fama de conquistador, desafiam-no a conseguir um beijo de cantora durona, apelidada de A Condessa do Swing.

## Elenco
| Ator/Atriz        | Personagem          |
| ----------------- | ------------------- |
| Dorothy Lamour    | A Condessa do Swing |
| William Holden    | Casey Kirby         |
| Eddie Bracken     | Barney Waters       |
| Betty Hutton      | Bessie Day          |
| Cass Daley        | Cissie              |
| Gil Lamb          | Spike               |
| Leif Erickson     | Jake                |
| Jimmy Dorsey      | Jimmy Dorsey        |
| Betty Jane Rhodes | Diana Golden        |